# Норагугуме
Норагугу̀ме (на италиански и на сардински: Noragugume) е село и община в Южна Италия, провинция Нуоро, автономен регион и остров Сардиния. Разположено е на 288 m надморска височина. Населението на общината е 342 души (към 2010 г.).